# Ontinyent CF
Ontinyent CF was een Spaanse voetbalclub uit Onteniente in de regio Valencia. De club eindigde laatste tijdens het seizoen 2013-2014 in de Segunda División B en speelde zo sinds seizoen 2014-2015 weer in de Tercera División. Tijdens het seizoen 2016-2017 zouden ze met een derde plaats de eindronde afdwingen.  De eindronde werd succesvol en zo speelt de ploeg vanaf seizoen 2017-2018 weer in de Segunda División B.  Op 28 maart 2019 werd de ploeg echter ontbonden wegens onoverkomelijke financiële problemen.
Thuisstadion is het Estadio El Clariano dat 5.000 plaatsen heeft.

## Geschiedenis
Ontinyent CF werd opgericht in 1947. De club speelde gedurende vijf seizoenen in de Segunda División A en zestien seizoenen in de Segunda División B. De overige jaargangen was Ontinyent CF in de lagere divisies zoals de Tercera División actief.

## Bekende spelers
- Antoni Lima
- Alberto Saavedra Muñoz